# Антонов Антон Станіславович
 Анто́н Станісла́вович Анто́нов (нар. 23 січня 1970) — російський письменник-фантаст, журналіст.

## Біографія
Народився у місті Чудово Новгородської області. З 1974 по 1980 проживав з батьками в Сибіру і в Казахстані (Караганда, Темиртау).
З 1987 року проходив навчання на філологічному факультеті Ленінградського університету. У 1988 році був призваний до армії. Служив в Москві на центральному вузлі зв'язку Дальньої авіації.
З 1992 року займається журналістикою, яка є його основною професійною діяльністю.
Після 2000 — основоположник ряду сайтів, серед яких універсальний багатомовний словник Тезаурус Повного Місяця [Архівовано 13 березня 2022 у Wayback Machine.].
На політичні переконання — лібертаріанець. Атеїст, співчуваючий язичництву в тих його формах, які не пов'язані з нацизмом. Винахідник ряду фантастичних релігій.
Автор мови Едо (надбудови над есперанто), а також ряду фантастичних мов.
Поет, автор-виконавець пісень. У мережі представлено два авторські музичні альбоми — «Сокровенна оповідь» і «Музика ночі».